# 弗兰克·维伦博格
弗兰克·维伦博格（德語：Frank Willenborg，1979年2月10日—）是一位德国足球裁判，现注册于下萨克森足球协会辖下的格伦贝格体育俱乐部（SV Gehlenberg）。

## 裁判生涯
作为格伦贝格体育俱乐部（SV Gehlenberg）的注册会员，维伦博格是自2004年起成为德国足协裁判。他自2007年首度执法德乙，并于2016年6月成为四位新入选德甲裁判名单的主裁判之一。
2011年11月，当维伦博格还在德甲担当助理裁判期间，便曾连同另外两位助理裁判霍尔格·亨舍尔和帕特里克·伊特里希一起合作拯救了当值主裁判巴巴克·拉法蒂的生命。在当季德甲由科隆对阵美因茨05的比赛开始前，拉法蒂在下榻的酒店房间内企图割腕自杀，他们及时发现了这一情况并将拉法蒂送往。

## 个人生活
维伦博格的主职是在达默实用中学担任教师，并与他的妻子和两个孩子定居在奥斯纳布吕克。此外，他还在丁克拉格初级中学身兼德文和体育科目的代课老师。